# Satchelliella hellenica
Satchelliella hellenica är en tvåvingeart som beskrevs av Vaillant 1979. Satchelliella hellenica ingår i släktet Satchelliella och familjen fjärilsmyggor. Inga underarter finns listade i Catalogue of Life.